# ویسوکه ناد ییزروو
ویسوکه ناد ییزروو (به چکی: Vysoké nad Jizerou) یک منطقهٔ مسکونی و شهرستان دارای شهرک سابقاً روستا در جمهوری چک است که در شهرستان سمیلی واقع شده‌است.
 ویسوکه ناد ییزروو ۲۰٫۶۶ کیلومتر مربع مساحت و ۱٬۳۲۹ نفر جمعیت دارد و ۶۹۲ متر بالاتر از سطح دریا واقع شده‌است.